# Cajar Nardes
Cajar Onesimo Ribeiro Nardes (Santo Ângelo, 16 de novembro de 1965) é um médico veterinário e político brasileiro. Foi deputado federal (2015/2018) e atual presidente estadual do Podemos (PODE) no Rio Grande do Sul.
Como parlamentar, Cajar Nardes se destacou por atuar em defesa dos animais  e foi um dos líderes na Câmara dos Deputados  na luta pela aprovação da proposta de emenda à Constituição (PEC) do Fim do Foro na Comissão Especial, que propõe o fim do foro especial por prerrogativa de função para cerca de 55 mil autoridades no Brasil. Com o empenho de Cajar e outros líderes políticos, a PEC já está pronta  para ser votada no plenário da Câmara dos Deputados e, em seguida, ser promulgada pelas mesas diretoras do Senado Federal e da Câmara dos Deputados. 

## Biografia
O gaúcho Cajar Nardes é filho dos produtores rurais da cidade de Santo Ângelo, Cleny e Onesimo Nardes. Cajar desde criança se interessou por lidar com animais e agricultura, tanto que ao se tornar adulto se formou  em Medicina Veterinária, em 1993, pela Universidade Federal de Santa Maria (UFSM). 
O filho mais novo de uma família tradicional da Região das Missões do Rio Grande do Sul, Cajar Nardes entrou para a vida pública quando foi convidado para ocupar um cargo de assessoria no Mato Grosso.
Em 2005, foi convidado pelo governador Blairo Maggi para ser assessor  na Secretaria de Meio Ambiente de Mato Grosso. Aos poucos, Cajar foi mostrando a sua aptidão pela articulação política e passados alguns meses de trabalho no órgão, se tornou secretário da pasta . Ficou no cargo até 2008. 
Já em 2009, Cajar Nardes foi convidado para trabalhar no DNIT, autarquia federal vinculada ao Ministério dos Transportes. No DNIT, atuou diretamente na interlocução da retomada de obras até então paralisadas, em especial as obras do Rio Grande do Sul. Trabalhou no órgão até 2012.
Convidado para disputar um cargo eletivo, em 2014, Cajar Nardes se candidatou pela primeira vez a um cargo político e disputou as eleições para deputado federal pelo Partido Republicano (PR). Obteve mais de 55 mil votos e ficou na primeira suplência. 
Em 2016, com a eleição do então deputado Luiz Carlos Busato para a prefeitura de Canoas, Cajar assumiu o cargo de deputado federal como titular em 1º de janeiro de 2017.  Na Câmara dos Deputados, o gaúcho de Santo Ângelo se destacou por ser um dos líderes na defesa dos animais  e por lutar para pôr fim ao foro especial por prerrogativa de função, o foro privilegiado. 
Nas eleições de 2018, Cajar Nardes não conseguiu se reeleger e obteve quase 30 mil votos.

## Atuação como secretário de Meio Ambiente de Mato Grosso
Na Secretaria de Meio Ambiente de Mato Grosso, Cajar Nardes foi o responsável por conduzir o recadastramento de todo o setor madeireiro do estado, implantar o projeto-piloto que originou o Cadastramento Ambiental Rural – CAR, e implantar o Programa de Resíduos Sólidos do estado. 

## Atuação no DNIT
No DNIT, Cajar atuou diretamente junto à órgãos de controle interno e externo como Tribunal de Contas da União, Controladoria-Geral da União, Ibama e Ministério Público, para retomar obras até então paralisadas. Algumas dessas obras tinham até 30 anos sem serem concluídas. Dentre elas, destaque para a construção da BR-448, a nova ponte do Rio Guaíba e a duplicação das BRs 116 e 290 no Rio Grande do Sul.  

## Atuação Parlamentar
Como deputado federal, Cajar Nardes se pautou em atuar no combate à corrupção, a impunidade, os privilégios e na defesa dos animais. Ao chegar na Câmara dos Deputados, o médico veterinário até então acostumado a ocupar cargos no Executivo teve que se adaptar ao Poder Legislativo.
Cajar Nardes é um dos líderes do Movimento pelo Fim do Foro Privilegiado , Chega de Desaforo , que é uma ação nacional contra os privilégios e a impunidade que soma mais de 380 mil apoiadores em todo o país que tem como marco inicial acabar com o foro especial no Brasil. Cajar também abraçou a causa animal para defender leis que garantam mais dignidade aos animais, uma de suas maiores paixões desde o tempo de infância. 
Como suplente, em setembro de 2016, Cajar votou pela cassação do mandato do então presidente da Câmara dos Deputados, Eduardo Cunha (MDB).  Em dezembro de 2016, Cajar Nardes participou da votação que aprovou a implementação das escolas de ensino médio em tempo integral em todo o Brasil.
Já como titular do cargo, no ano de 2017, Cajar apoiou e votou favorável a Medida Provisória que autorizou o saque de contas inativas do FGTS.
Em 2018, o parlamentar gaúcho se destacou por ajudar o movimento Chega de Desaforo a pressionar os deputados a votar a PEC 333/17 (Fim do Foro Privilegiado) na Comissão Especial.  Cajar participou da votação do parecer do relator, no dia 11 de dezembro, sendo um dos 30 votos favoráveis à matéria.  Outras votações importantes como a regulamentação dos aplicativos de transporte privado e a MP dos Caminhoneiros teve o voto favorável do deputado gaúcho.
Na Câmara dos Deputados, integrou as seguintes comissões: Agricultura, Pecuária, Abastecimento e Desenvolvimento Rural, de Viação e Transportes, de Seguridade Social e Família, e de Minas e Energia. Cajar Nardes também foi membro da Comissão Especial para extinguir o Foro Privilegiado, a PEC do Fim do Foro. A PEC já está pronta para ser votada no plenário da Câmara, última etapa antes de ser promulgada. 

#### Projetos de Leis apresentados na Câmara
PL 9180/2017  - Altera a Lei nº 5.917, de 10 de setembro de 1973, que aprova o Plano Nacional de Viação, de modo incluir na Relação Descritiva das Rodovias, ligação rodoviária no Estado do Rio Grande do Sul. 
 PL 8277/2017  - Dispõe sobre o reuso de água para fins não potáveis em novas edificações públicas federais e privadas residenciais, comerciais e industriais, e dá outras providências. 
 PL 7896/2017  - Declara como de relevante interesse turístico e cultural nacional o Roteiro Caminho das Missões, no Estado do Rio Grande do Sul. 
 PL 7703/2017  - Altera o art. 2º da Lei nº11.096, de 13 de janeiro de 2005, para incluir, entre aqueles a quem a bolsa do Programa Universidade para Todos - PROUNI é destinada, os estudantes que sejam filhos adotivos. 
 PL 6831/2017  - Dispõe sobre a posição de aviso, nos rótulos de bebidas de qualquer teor alcoólico, esclarecendo os perigos advindos do abuso dessas substâncias por condutores de veículos automotores e dá outras providências. 
 PL 6616/2016  - Limita a três mandatos consecutivos o exercício do mesmo cargo eletivo no Poder Legislativo da União, dos Estados e dos Municípios. 
 PL 6433/2016  - Altera a Lei n. 8.069, de 13 de julho de 1990 e a Lei n. 10.826, de 22 de dezembro de 2003, para disciplinar a atuação coercitiva do agente público executor de medida socioeducativa. 
 PL 6003/2016  - Dispõe sobre os serviços de higienização e outros serviços que impliquem a guarda de animais de estimação. 